# Le Public regardant le « Couronnement » de David au Louvre
Le Public regardant le « Couronnement » de David au Louvre est un tableau réalisé par le peintre français Louis-Léopold Boilly en 1808. Il est exposé à New York au Metropolitan Museum of Art.

## Histoire
L'œuvre est exposée pour la première fois au Salon de 1808, par la suite, elle est exposée au musée du Louvre jusq'en 1810. Acquise par Charles Wrightsman (en), un collectionneur privé américain, elle est offerte par sa femme (en) en 2012 au Metropolitan Museum of Art de New York où elle y est exposé depuis cette date,.

## Contexte
Peint par Boilly en 1808, l'œuvre est exposée sous le Premier Empire, alors que la propagande impériale orchestrée par Napoléon Ier s'appuie sur l'art, dont la peinture. En 1804, Napoléon se couronnait empereur à Notre-Dame de Paris lors une cérémonie immortalisée par David dans son immense toile Le Sacre de Napoléon, exposée pour la première fois au public en 1808, également lors du Salon de peinture et de sculpture.
Boilly, artiste réputé pour ses scènes de genre et ses tableaux de la vie parisienne, choisit de représenter non pas le sacre lui-même, mais l’exposition du tableau, dans la Grande Galerie du Louvre.

## Description
Le tableau représente l'exposition du Sacre de Napoléon peint par Jacques-Louis David. Le tableau, en fond, est visible dans son entièreté. Il représente Napoléon en train de couronner l'impératrice Joséphine. Boilly le montre comme un objet de fascination, attirant toutes les attentions.
Au premier plan, un groupe dense de spectateurs s’agglutine pour distinguer l'impressionnante peinture. On retrouve parmi cette assemblée plusieurs individus reconnaissables, pour la plupart des artistes. Sont distinguables, le peintre Hugo Robert, le sculpteur Jean-Antoine Houdon, l'acteur Baptiste aîné, l'homme de lettres Antoine-Vincent Arnault, le médecin François Joseph Gall, le dramaturge François-Benoît Hoffmann, le fils du peintre Julien Boilly, ainsi que Louis-Léopold Boilly lui-même.